# جيمي لي (مصرفي الاستثمار)
جيمي لي (بالإنجليزية: James B. Lee, Jr.)‏ هو مصرفي الاستثمار ‏ أمريكي، ولد في 30 أكتوبر 1952 في مانهاتن في الولايات المتحدة، وتوفي في 17 يونيو 2015 في دارين في الولايات المتحدة.